# マッサワ国際空港
マッサワ国際空港（英語: Massawa International Airport）とは、エリトリア・セメナウィ・ケイバハリ地方の州都、マッサワ近郊に設置された国際空港。国際航路としてはパキスタン国際航空・エリトリア航空とナスエアウェイズがスロットを確保しているが、定期航路は設定されていない。

## 就航航空会社
- エリトリア航空（アスマラ）
- ナスエアウェイズ（アスマラ）